# Belmont-sur-Vair
Belmont-sur-Vair település Franciaországban, Vosges megyében. Lakosainak száma 124 fő (2022. január 1.). Belmont-sur-Vair Mandres-sur-Vair, Parey-sous-Montfort, Saint-Menge, Saint-Remimont, Auzainvilliers, Dombrot-sur-Vair és Gemmelaincourt községekkel határos.

## Népesség
A település népességének változása:
| Lakosok száma | 103  | 116  | 122  | 128  | 131  | 133  | 130  | 127  | 124  |
|               | 2013 | 2015 | 2016 | 2017 | 2018 | 2019 | 2020 | 2021 | 2022 |